# Hollywood Music in Media Awards
The Hollywood Music in Media Awards (HMMA, укр. Нагорода Голлівуду за музику у візуальних медіа) — музична премія, що відзначає музику у кіно, телебаченні, відеоіграх, рекламних роликах та трейлерах. Кандидатури визначаються дорадчим комітетом та комісією з відбору, що складається з журналістів, музичних виконавців, авторів пісень та композиторів. Переможці обираються членами Товариства композиторів та ліриків, Американської телевізійної академії, Академії кінематографічних мистецтв і наук, Національної академії мистецтва і науки звукозапису, правозахисних організацій, журналістів кіно- та музичної галузей і виконавців.
HMMA є першою премією, яка відзначає оригінальну музику (пісні та записи) у різних видах візуальних медіа зі всього світу, включаючи кіно, телебачення, відеоігри, трейлери, рекламні оголошення, документальні фільми та спеціальні програми. Церемонія нагородження включає виступи живої музики, знаменитостей, вшанування ікон музичної індустрії і, безпосередньо, саме нагородження композиторів, авторів пісень та митців. HMMA також відзначає нових незалежних митців та музикантів з усього світу за їхній творчий та новаторський внесок.
14 листопада 2018 року у клубі Avalon Hollywood (Голлівуд, Каліфорнія) відбулася 9-та щорічна церемонія нагородження премії HMMA. Номінації були оголошені 16 жовтня 2018 року.

## Лауреати
У списку надано вибраний перелік номінацій і переможців:

### 2018
- Оригінальна музика – повнометражний художній фільм – Макс Ріхтер, "Марія — королева Шотландії" (Focus Features)
- Оригінальна музика – науково-фантастичний фільм – Людвіг Йоранссон, "Чорна пантера" (Walt Disney)
- Оригінальна музика – незалежний фільм –
- Оригінальна музика – анімаційний фільм – Александр Деспла, "Острів собак" (Fox Searchlight)
- Оригінальна музика – документальний фільм – Сиріл Офорт, "Марш пінгвінів: наступний крок" (Hulu)
- Оригінальна музика – короткометражний фільм – Намі Мелумад, "Пасаж"
- Пісня до художнього фільму – “Shallow” з фільму "Народження зірки" (Warner Bros.). Автори Lady Gaga, Марк Ронсон, Ентоні Россомандо[en], Ендрю Ваятт; виконавці Lady Gaga, Бредлі Купер
- Пісня до анімаційного фільму – “Stronger Than I Ever Was” з фільму "Шерлок Гномс" (Paramount Pictures). Автори Елтон Джон & Берні Топін; виконавиця Мері Джей Блайдж
- Пісня до документального фільму – “I’ll Fight” з фільму "RBG" (CNN). Автор Даян Варрен; виконавиця Дженніфер Гадсон
- Пісня до науково-фантастичного фільму, фільму жахів – “All the Stars” з фільму "Чорна пантера" (Walt Disney). Автори Кендрік Ламар, Top Dawg, SZA, Sounwave і Al Shux. Виконавці  Кендрік Ламар та SZA
- Альбом саундтреків – "BLACK PANTHER (Чорна пантера)" (Interscope Records)
- Видатний внесок в музичне координування (телебачення) – Джен Росс – Влада в нічному місті (Starz)
- Видатний внесок в музичне координування (кіно) – Джуліанна Джордан & Джулія Майклз – "Народження зірки" (Warner Bros.)

Джерело:
| - Оригінальна музика – повнометражний художній фільм – Oneohtrix Point Never (Гарні часи) - Оригінальна музика – науково-фантастичний фільм – Александр Деспла (Форма води) - Оригінальна музика – незалежний фільм – Корі Аллен Джексон (Чак) - Оригінальна музика – анімаційний фільм – Майкл Джаккіно (Коко) - Оригінальна музика – документальний фільм – Філіп Глас (Джейн) - Оригінальна музика – короткометражний фільм – Девід Лонгорія (Стаючи людиною) - Оригінальна музика – відеогра – Стефен Кокс & Денні МакІнтайр (Farpoint) - Пісня до художнього фільму – "Stand Up for Something" (Маршал). Автори Даян Варрен & Лонні Лінн - Пісня до анімаційного фільму – "Confident" (Балерина). Автори Демі Ловато, Ілля Сальманзаде, Макс Мартін & Саван Котеча - Пісня до документального фільму – “Jump” (Крок). Автори Рафгал Саадик, Таура Стінсон, & Лаура Карпман - Пісня до науково-фантастичного фільму, фільму жахів – "How Does a Moment Last Forever" (Красуня і Чудовисько). Автори Алан Менкен & Тім Райс - Альбом саундтреків – Baby Driver (різні артисти) - Видатний внесок в музичне координування (телебачення) – Робін Урденг (Дивовижна місіс Мейзел) - Видатний внесок в музичне координування (кіно) – Браян Росс (Леді-Птаха) Джерело: | - Оригінальна музика – повнометражний художній фільм – Nicholas Britell (Місячне сяйво) - Оригінальна музика – науково-фантастичний фільм – John Debney (Книга джунглів) - Оригінальна музика – незалежний фільм – Scott Glasgow (Прокляття Сплячої красуні) - Оригінальна музика – анімаційний фільм – Александр Деспла (Секрети домашніх тварин) - Оригінальна музика – документальний фільм – Mark Adler (Командування і управління) - Оригінальна музика – короткометражний фільм – Mariano Saulino (Розмова) - Пісня до художнього фільму – "City of Stars" (Ла ла ленд). Автори Джастін Гарвіц, Pasek & Paul. - Пісня до анімаційного фільму – "Can't Stop the Feeling!" (Тролі). Автори Макс Мартін, Shellback, & Джастін Тімберлейк. - Пісня до документального фільму – “A Minute to Breathe” (Перед потопом). Автори Трент Резнор & Аттікус Росс - Пісня до науково-фантастичного фільму, фільму жахів - "Just like Fire" (Аліса в Задзеркаллі). Автори Pink, Макс Мартін, Shellback & Оскар Голтер - Альбом саундтреків – Suicide Squad (різні артисти) - Саундтрек - сучасна класична / інструментальна музика - Нікола Лерра (Believe [Архівовано 16 січня 2021 у Wayback Machine.]) Джерело: |

| - Оригінальна музика – повнометражний художній фільм – Ден Ромер (Безрідні звірі) - Оригінальна музика – науково-фантастичний фільм – Junkie XL (Шалений Макс: Дорога гніву) - Оригінальна музика – незалежний фільм – Ісаяс Гарсіа (Момент, коли я був один) - Оригінальна музика – анімаційний фільм – Крістоф Бек (Снупі та Чарлі Браун: Дрібнота у кіно) - Оригінальна музика – документальний фільм – Міріам Катлер (Мисливське угіддя) - Оригінальна музика – короткометражний фільм – Жозуе Вергара (Супергерої) - Пісня – повнометражний художній фільм – "See You Again" (Форсаж 7). Автори Ендрю Чедар, DJ Frank E, Wiz Khalifa, & Чарлі Пут - Пісня – анімаційний фільм – "Dancing in the Dark]]" (Нарешті вдома). Автори Естер Дін, Тор Ерік Германсен, MoZella, & Ріанна - Пісня – документальний фільм – "Til It Happens to You" (Мисливське угіддя). Автори Lady Gaga & Даян Варрен - Альбом саундтреків – Fifty Shades of Grey (різні артисти) - Видатний внесок в музичне координування – Телебачення – Jen Ross (Імперія) - Видатний внесок в музичне координування – Кіно – Dana Sano (Fifty Shades of Grey) - Нагорода за життєві досягнення – Earth, Wind & Fire Джерело: | - Оригінальна музика – повнометражний художній фільм – Антоніо Санчез (Бердмен) - Оригінальна музика – науково-фантастичний фільм – Говард Шор (Хоббіт: Пустка Смога) - Оригінальна музика – інді-фільм/короткометражний – Юлія Пажо (Імпульс) - Оригінальна музика – анімаційний фільм – Джон Павелл (Як приборкати дракона 2) - Оригінальна музика – документальний фільм – Марк Адлер (Індустрія обману) - Пісня – повнометражний художній фільм – "Lost Stars" (Почати знову). Автори Грегг Олександр & Деніелл Брізбуа - Пісня – анімаційний фільм – "Everything Is Awesome" (Lego Фільм). Автори JoLi, The Lonely Island, & Шоун Паттерсон - Пісня – документальний фільм – "Coming Home" (Зупинка на смерть: Медсестри будинку Велсів). Автор Джоель Мартін - Альбом саундтреків – Guardians of the Galaxy (різні артисти) - Видатний внесок в музичне координування – Телебачення – Мішель Кузнецький & Боб Тіле молодший (Сини анархії) - Видатний внесок в музичне координування – Кіно – Сізон Кент (Винні зірки) - Нагорода за життєві досягнення – Глен Кемпбелл Джерело: |  |